# Саннесшьоен
Са̀ннесшьоен (на норвежки: Sandnessjøen) е град в Централна Норвегия. Разположен е в северната част на остров Алстен на Норвежко море във фюлке Норлан на около 700 km северно от столицата Осло. Главен административен център на община Алстахауг. Има пристанище. Население 5693 жители според данни от преброяването към 1 януари 2008 г.